# Władcy Anglii
Od połowy V wieku Anglia zaczęła być podbijana przez plemiona anglosaskie, które z czasem stworzyły system państw, zwany heptarchią, na który składało się siedem głównych królestw:
- Władcy Anglii Wschodniej
- Władcy Essexu
- Władcy Kentu
- Władcy Mercji
- Władcy Nortumbrii
- Władcy Susseksu
- Władcy Wesseksu.

Te królestwa rywalizowały między sobą o hegemonię, a władca, któremu udało się uzyskać przewagę, nosił tytuł bretwalda.
W IX w. największe znaczenie uzyskał Wessex, a kolejni jego władcy powiększali swoje wpływy i umacniali pozycję wśród państw anglosaskich.
Nie można jednoznacznie odpowiedzieć na pytanie, kto był pierwszym królem Anglii, a w historiografii jako pierwsi najczęściej wymieniani są:
- Egbert (który w 825 roku przyjął tytuł bretwaldy, a w latach 829–830 rządził całą anglosaską Anglią)
- Alfred Wielki (który w 879 roku przyjął tytuł króla Anglosasów)
- Athelstan (który w 927 roku przyjął tytuł króla całej Brytanii).

Królewski herb Anglii

## Królestwo Wesseksu

### Dynastia z Wesseksu
| # | Imię                            |  | Urodzony        | Zmarł                       | Czas rządów w Wesseksie                             | Rodzice                 |
| - | ------------------------------- |  | --------------- | --------------------------- | --------------------------------------------------- | ----------------------- |
| 1 | Egbert                          |  | ok. 770 Wessex  | 839 Kornwalia               | 802–839 (829–830 rządził całą anglosaską Anglią)    | Ealhmund ???            |
| 2 | Ethelwulf                       |  | 795 Aachen      | 858                         | 839–856                                             | Egbert Redburga         |
| 3 | Ethelbald                       |  | ok. 834 Wessex  | 20 grudnia 860              | 856–860                                             | Ethelwulf Osburga       |
| 4 | Ethelbert                       |  | 835 Wessex      | 866                         | 860–866                                             | Ethelwulf Osburga       |
| 5 | Ethelred I                      |  | 837 Wessex      | 23 kwietnia 871 Merton      | 866–871                                             | Ethelwulf Osburga       |
| 6 | Alfred Wielki Alfred the Great  |  | ok. 849 Wantage | 26 października 899         | 871–899 (w 879 roku przyjął tytuł króla Anglosasów) | Ethelwulf Osburga       |
| 7 | Edward Starszy Edward the Elder |  | ok. 869 Wessex  | 17 lipca 924 Farndon-on-Dee | 899–924                                             | Alfred Wielki Ealhswith |
| 8 | Elfweard                        |  | ok. 904 Wessex  | 2 sierpnia 924 Oxford       | 924                                                 | Edward Starszy Elfleda  |

## Królestwo Angielskie (z czasem – Królestwo Anglii)
Athelstan w 927 roku przyjął tytuł króla całej Brytanii (rex totius Britanniae). Tytułował się też królem angielskim. Powszechnie uważa się go za pierwszego króla całej Anglii.

### Dynastia z Wesseksu
| #  | Imię                                      |  | Urodzony   | Zmarł                    | Czas rządów | Rodzice                       |
| -- | ----------------------------------------- |  | ---------- | ------------------------ | ----------- | ----------------------------- |
| 9  | Athelstan                                 |  | 895 Wessex | 27 października 939      | 924–939     | Edward Starszy Egwina         |
| 10 | Edmund I                                  |  | 921 Wessex | 26 maja 946 Pucklechurch | 939–946     | Edward Starszy Edgiva z Kentu |
| 11 | Edred                                     |  | 923 Wessex | 23 listopada 955 Frome   | 946–955     | Edward Starszy Edgiva z Kentu |
| 12 | Edwin Edwy                                |  | 941 Wessex | 1 października 959       | 955–959     | Edmund I Elgiva               |
| 13 | Edgar I                                   |  | 943 Wessex | 8 lipca 975 Winchester   | 959–975     | Edmund I Elgiva               |
| 14 | Edward Męczennik Edward the Martyr        |  | 962 Wessex | 18 marca 978 Wareham     | 975–978     | Edgar I Ethelfleda            |
| 15 | Ethelred II Bezradny Ethelred the Unready |  | 968 Wessex | 23 kwietnia 1016 Londyn  | 978–1013    | Edgar I Elfrida               |

### Dynastia duńska
| #  | Imię                            |  | Urodzony      | Zmarł                     | Czas rządów | Rodzice                            |
| -- | ------------------------------- |  | ------------- | ------------------------- | ----------- | ---------------------------------- |
| 16 | Swen Widłobrody Sweyn Forkbeard |  | ok. 960 Dania | 3 lutego 1014 Gainsborugh | 1013–1014   | Harald Sinozęby Tofa obodrycka (?) |

### Dynastia z Wesseksu
| #  | Imię                                      |  | Urodzony   | Zmarł                         | Czas rządów | Rodzice                             |
| -- | ----------------------------------------- |  | ---------- | ----------------------------- | ----------- | ----------------------------------- |
| 15 | Ethelred II Bezradny Ethelred the Unready |  | 968 Wessex | 23 kwietnia 1016 Londyn       | 1014–1016   | Edgar I Elfrida                     |
| 17 | Edmund II Żelaznoboki Edmund Ironside     |  | 989 Wessex | 30 listopada 1016 Glastonbury | 1016        | Ethelred II Bezradny Elgiva z Jorku |

### Dynastia duńska
| #  | Imię                                   |  | Urodzony       | Zmarł                         | Czas rządów | Rodzice                           |
| -- | -------------------------------------- |  | -------------- | ----------------------------- | ----------- | --------------------------------- |
| 18 | Kanut Wielki Canute the Great          |  | 995 Dania      | 12 listopada 1035 Shaftesbury | 1016–1035   | Swen Widłobrody Sygryda Storråda  |
| 19 | Harold I Zajęcza Stopa Harold Harefoot |  | ok. 1012 Dania | 17 marca 1040 Oxford          | 1037–1040   | Kanut Wielki Elgifu z Northampton |
| 20 | Hardekanut Harthacanute                |  | 1018 Anglia    | 8 czerwca 1042 Lambeth        | 1040–1042   | Kanut Wielki Emma z Normandii     |

### Dynastia z Wesseksu
| #  | Imię                                 |  | Urodzony        | Zmarł                         | Czas rządów | Rodzice                               |
| -- | ------------------------------------ |  | --------------- | ----------------------------- | ----------- | ------------------------------------- |
| 21 | Edward Wyznawca Edward the Confessor |  | ok. 1002 Islip  | 4 stycznia 1066 Westminster   | 1042–1066   | Ethelred II Bezradny Emma z Normandii |
| 22 | Harold II Godwinsson Harold II       |  | ok. 1022 Wessex | 14 października 1066 Hastings | 1066        | Godwin z Kentu Gytha Torkelsdotter    |
| 23 | Edgar II Ætheling                    |  | ok. 1051 Węgry  | ok. 1126                      | 1066        | Edward Wygnaniec Agata                |

### Dynastia normandzka
| #  | Imię                                              |  | Urodzony                          | Zmarł                               | Czas rządów | Rodzice                              |
| -- | ------------------------------------------------- |  | --------------------------------- | ----------------------------------- | ----------- | ------------------------------------ |
| 24 | Wilhelm I Zdobywca William I the Conqueror        |  | ok. 1028 Normandia                | 9 września 1087 Rouen               | 1066–1087   | Robert I Wspaniały Herleva           |
| 25 | Wilhelm II Rudy William II Rufus                  |  | ok. 1056 Normandia                | 2 sierpnia 1100 New Forest          | 1087–1100   | Wilhelm Zdobywca Matylda Flandryjska |
| 26 | Henryk I Beauclerc Henry I Beauclerc              |  | ok. 1068 Selby                    | 1 grudnia 1135 St. Denis le Fermont | 1100–1135   | Wilhelm Zdobywca Matylda Flandryjska |
| 27 | Stefan z Blois Stephen of Blois                   |  | ok. 1097 Blois                    | 25 października 1154 Dover          | 1135–1141   | Stefan II Henryk Adela z Normandii   |
| 28 | Matylda pani Anglików Matilda Lady of the English |  | 7 lutego 1102 Winchester (Anglia) | 10 września 1167 Rouen              | 1141        | Henryk I Beauclerc Matylda Szkocka   |
| 27 | Stefan z Blois Stephen of Blois                   |  | ok. 1097 Blois                    | 25 października 1154 Dover          | 1141–1154   | Stefan II Henryk Adela z Normandii   |

### Plantageneci
| #  | Imię                                            |  | Urodzony                       | Zmarł                                  | Czas rządów | Rodzice                                      |
| -- | ----------------------------------------------- |  | ------------------------------ | -------------------------------------- | ----------- | -------------------------------------------- |
| 29 | Henryk II Henry II                              |  | 5 marca 1133 Le Mans           | 6 lipca 1189 Chinon                    | 1154–1189   | Godfryd V Plantagenet Matylda Angielska      |
|    | Henryk Młody Król Henry the Young King koregent |  | 28 lutego 1155                 | 11 czerwca 1183 zamek Martel w Turenii | 1170–1183   | Henryk II Plantagenet Eleonora Akwitańska    |
| 30 | Ryszard I Lwie Serce Richard I Lionheart        |  | 8 września 1157 Oxford         | 6 kwietnia 1199 Chalus                 | 1189–1199   | Henryk II Plantagenet Eleonora Akwitańska    |
| 31 | Jan bez Ziemi John Lackland                     |  | 24 grudnia 1167 Oxford         | 19 października 1216 Newark            | 1199–1216   | Henryk II Plantagenet Eleonora Akwitańska    |
| –  | Ludwik Kapetyng Louis pretendent                |  | 5 września 1187 Paryż          | 8 listopada 1226                       | 1216–1217   | Filip II August Izabella z Hainaut           |
| 32 | Henryk III Henry III                            |  | 1 października 1207 Winchester | 16 listopada 1272 Westminster          | 1216–1272   | Jan bez Ziemi Izabela d’Angoulême            |
| 33 | Edward I Długonogi Edward I Longshanks          |  | 17 czerwca 1239 Westminster    | 7 lipca 1307 Burgh-by-Sands            | 1272–1307   | Henryk III Plantagenet Eleonora Prowansalska |
| 34 | Edward II                                       |  | 25 kwietnia 1284 Caernarvon    | 21 września 1327 Berkley               | 1307–1327   | Edward I Długonogi Eleonora kastylijska      |
| 35 | Edward III                                      |  | 13 listopada 1312 Westminster  | 21 czerwca 1377 Sheen                  | 1327–1377   | Edward II Plantagenet Izabela Francuska      |
| 36 | Ryszard II Richard II                           |  | 6 stycznia 1367 Bordeaux       | 14 lutego 1400 Pontefract              | 1377–1399   | Edward (Czarny Książę) Joanna z Kentu        |

### Plantageneci –linia Lancaster
| #  | Imię                           |  | Urodzony                    | Zmarł                      | Czas rządów | Rodzice                                             |
| -- | ------------------------------ |  | --------------------------- | -------------------------- | ----------- | --------------------------------------------------- |
| 37 | Henryk IV Bolingbroke Henry IV |  | 3 kwietnia 1367 Bolingbroke | 20 marca 1413 Westminster  | 1399–1413   | Jan z Gandawy, 1. książę Lancaster Blanka Lancaster |
| 38 | Henryk V Henry V               |  | 16 września 1387 Monmouth   | 31 sierpnia 1422 Vincennes | 1413–1422   | Henryk IV Lancaster Maria Bohun                     |
| 39 | Henryk VI Henry VI             |  | 7 grudnia 1421 Windsor      | 21 maja 1471 Tower         | 1422–1461   | Henryk V Lancaster Katarzyna de Valois              |

### Plantageneci –linia York
| #  | Imię      |  | Urodzony               | Zmarł                       | Czas rządów | Rodzice                                              |
| -- | --------- |  | ---------------------- | --------------------------- | ----------- | ---------------------------------------------------- |
| 40 | Edward IV |  | 28 kwietnia 1442 Rouen | 9 kwietnia 1483 Westminster | 1461–1470   | Ryszard Plantagenet, 3. książę Yorku Cecylia Neville |

### Plantageneci –linia Lancaster
| #  | Imię               |  | Urodzony               | Zmarł              | Czas rządów | Rodzice                                |
| -- | ------------------ |  | ---------------------- | ------------------ | ----------- | -------------------------------------- |
| 39 | Henryk VI Henry VI |  | 7 grudnia 1421 Windsor | 21 maja 1471 Tower | 1470–1471   | Henryk V Lancaster Katarzyna de Valois |

### Plantageneci –linia York
| #  | Imię                    |  | Urodzony                        | Zmarł                           | Czas rządów | Rodzice                                              |
| -- | ----------------------- |  | ------------------------------- | ------------------------------- | ----------- | ---------------------------------------------------- |
| 40 | Edward IV               |  | 28 kwietnia 1442 Rouen          | 9 kwietnia 1483 Westminster     | 1471–1483   | Ryszard Plantagenet, 3. książę Yorku Cecylia Neville |
| 41 | Edward V                |  | 4 listopada 1470 Westminster    | sierpień 1483 Tower             | 1483        | Edward IV York Elżbieta Woodville                    |
| 42 | Ryszard III Richard III |  | 2 października 1452 Fotheringay | 22 sierpnia 1485 Bosworth Field | 1483–1485   | Ryszard Plantagenet, 3. książę Yorku Cecylia Neville |

### Tudorowie
| #  | Imię                          |  | Urodzony                           | Zmarł                                | Czas rządów | Rodzice                                              |
| -- | ----------------------------- |  | ---------------------------------- | ------------------------------------ | ----------- | ---------------------------------------------------- |
| 43 | Henryk VII Henry VII          |  | 28 stycznia 1457 Pembroke          | 21 kwietnia 1509 Richmond            | 1485–1509   | Edmund Tudor, 1. hrabia Richmond Małgorzata Beaufort |
| 44 | Henryk VIII Henry VIII        |  | 28 czerwca 1491 Greenwich          | 28 stycznia 1547 Whitehall           | 1509–1547   | Henryk VII Tudor Elżbieta York                       |
| 45 | Edward VI                     |  | 12 października 1537 Hampton Court | 6 lipca 1553 Greenwich               | 1547–1553   | Henryk VIII Tudor Jane Seymour                       |
| 46 | Joanna Grey Jane Grey         |  | 12 października 1537               | 12 lutego 1554 Tower                 | 1553        | Henry Grey, 1. książę Suffolk Frances Brandon        |
| 47 | Maria I Mary I                |  | 18 lutego 1516 Greenwich           | 17 listopada 1558 St. James’s Palace | 1553–1558   | Henryk VIII Tudor Katarzyna Aragońska                |
| 48 | Elżbieta I Wielka Elizabeth I |  | 7 września 1533 Greenwich          | 24 marca 1603 Richmond               | 1558–1603   | Henryk VIII Tudor Anna Boleyn                        |

### Stuartowie
| #  | Imię              |  | Urodzony                      | Zmarł                         | Czas rządów | Rodzice                                    |
| -- | ----------------- |  | ----------------------------- | ----------------------------- | ----------- | ------------------------------------------ |
| 49 | Jakub I James I   |  | 19 czerwca 1566 Edynburg      | 27 marca 1625 Theobalds House | 1603–1625   | Henryk Stuart, lord Darnley Maria I Stuart |
| 50 | Karol I Charles I |  | 19 listopada 1600 Dunfermline | 30 stycznia 1649 Londyn       | 1625–1649   | Jakub I Stuart Anna Duńska                 |

## Republika Angielska (Commonwealth of England)(1653–1660)

### Lordowie Protektorzy
| #  | Imię                            |  | Urodzony                    | Zmarł                     | Czas rządów | Rodzice                            |
| -- | ------------------------------- |  | --------------------------- | ------------------------- | ----------- | ---------------------------------- |
| 51 | Oliver Cromwell Lord protektor  |  | 25 kwietnia 1599 Huntingdon | 3 września 1658 Whitehall | 1653–1658   | Robert Cromwell Elżbieta Stewart   |
| 52 | Richard Cromwell Lord protektor |  | 4 października 1626         | 12 lipca 1712             | 1658–1659   | Oliver Cromwell Elżbieta Bourchier |

## Królestwo Anglii (1660–1707)

### Stuartowie
| #  | Imię                            |  | Urodzony                                | Zmarł                                  | Czas rządów | Rodzice                               |
| -- | ------------------------------- |  | --------------------------------------- | -------------------------------------- | ----------- | ------------------------------------- |
| 53 | Karol II Charles II             |  | 29 maja 1630 St. James’s Palace         | 6 lutego 1685 Whitehall                | 1660–1685   | Karol I Stuart Henrietta Maria Burbon |
| 54 | Jakub II James II               |  | 14 października 1633 St. James’s Palace | 16 września 1701 Saint-Germain-en-Laye | 1685–1688   | Karol I Stuart Henrietta Maria Burbon |
| 55 | Maria II Mary II                |  | 30 kwietnia 1662 Londyn                 | 28 grudnia 1694                        | 1689–1694   | Jakub II Stuart Anna Hyde             |
| 56 | Wilhelm III Orański William III |  | 14 listopada 1650 Haga                  | 8 marca 1702 Londyn                    | 1689–1702   | Wilhelm II Orański Maria Stuart       |
| 57 | Anna Anne                       |  | 6 lutego 1665 St. James’s Palace        | 1 sierpnia 1714                        | 1702–1707   | Jakub II Stuart Anna Hyde             |

## Galeria herbów monarszych

Herb z czasów Henryka II, 1154–1189
Herb z czasów Ryszarda I Lwie Serce, 1189–1199
Herb w latach 1199–1340
Herb w latach 1340–1400
Herb w latach 1400–1603
Herb w latach 1603–1707